# Bislama
El bislama és una llengua criolla, i una de les llengües oficials de Vanuatu. És la llengua vernacla dels ni-Vanuatu urbans (és a dir, els residents a Port Vila i Luganville), i la segona llengua de la resta d'habitants del país. "Yumi, Yumi, Yumi" és l'himne de Vanuatu que és en bislama.
Durant el període conegut com a blackbirding, en les dècades de 1870 i 1880, centenars de milers de nadius de les illes del Pacífic (molts d'ells de les Noves Hèbrides (actual Vanuatu) van ser esclavitzats i obligats a treballar en les plantacions, principalment a Queensland i Fiji. Amb els diversos idiomes que es parlen en aquestes plantacions, es va formar un pidgin amb la combinació del vocabulari anglès i les estructures gramaticals típiques de les llengües a la regió. El 95% del lèxic del bislama és d'origen anglès; la resta combina una dotzena de mots francesos, com també inclou alguns vocables heretats de diverses llengües de Vanuatu, essencialment limitats a designar la flora i fauna. Mentre que la influència vernacla és baixa quant al vocabulari, la part de la morfosintaxi és veritablement alta. Bàsicament, el bislama es podria descriure com una llengua amb un lèxic anglès i una gramàtica austronèsica.